# Universidade do Vale do Sapucaí
A Universidade do Vale do Sapucaí (Univás) é mantida pela Fundação de Ensino Superior do Vale do Sapucaí (FUVS). Foi fundada em 25 de novembro de 1964, e ao longo de sua existência já formou mais de 10 mil profissionais. Oferece educação nos níveis de Graduação e Pós-Graduação, sempre visando compatibilizar a produção de conhecimento e o desenvolvimento das habilidades de seus alunos com as atuais demandas do mercado de trabalho. Ao todo são 19 cursos de Graduação, 33 cursos de Pós-Graduação Lato Sensu (Especialização e MBA), 03 cursos de Mestrado e 01 Doutorado.
A Univás está localizada na cidade de Pouso Alegre, no Sul de Minas Gerais, às margens de duas importantes rodovias do país, a Rodovia Fernão Dias (BR-381) e a Rodovia Juscelino Kubitschek (BR-459), área estratégica de acesso aos três maiores centros de produção e consumo do país (São Paulo, Belo Horizonte e Rio de Janeiro). A cidade possui ainda um dos melhores índices de qualidade de vida do Brasil. É um centro industrial, comercial e educacional e está próxima das Estâncias Hidrominerais, Circuito das Malhas e Vale da Eletrônica.
Um grande diferencial do ensino oferecido pela Univás na área de saúde é contar com um hospital universitário. O Hospital das Clínicas Samuel Libânio (HCSL) é referência para 54 municípios do Sul de Minas e atende uma população estimada em mais de 2 milhões e 600 mil pessoas
A FUVS oferece educação em todos os níveis. Agrega desde o Colégio do Vale do Sapucaí - Anglo, com formação da Educação Infantil e Ensino Médio, o Colégio João Paulo II, que propicia formação em nível técnico, até as faculdades de Ciências da Saúde, de Filosofia, Ciências e Letras com Graduação e Pós Graduação.
A Univás conta com 16 cursos de graduação, divididos em período diurno e noturno com dois campus sendo:

## Cursos oferecidos no Campus Central
- Enfermagem
- Farmácia
- Fisioterapia
- Medicina
- Nutrição
- Gastronomia
- Psicologia

O processo de seleção do curso de Medicina da Univás atualmente é sobre as notas do ENEM, não havendo vestibular para tal curso.

## Cursos oferecidos no Campus Fátima
- Administração
- Ciências Biológicas
- Ciências Contábeis
- Educação Física
- Engenharia de Produção
- História
- Letras
- Matemática
- Pedagogia
- Publicidade e Propaganda
- Serviço Social
- Sistemas de Informação
- Tecnologia em Gestão de Produção Industrial
- Tecnologia em Gestão de RH.

Oferece diversas especializações e Mestrados e Doutorado, além de uma variada gama de cursos de extensão.